# Statique graphique
Pour les articles homonymes, voir Statique.
La statique graphique est une méthode entièrement géométrique de résolution de problèmes de mécanique statique. Elle est adaptée aux problèmes :
- de mécanique newtonienne ;
- pour l'étude des solides ;
- pour les problèmes plans, c'est-à-dire qu'il existe un plan Π qui est un plan de symétrie pour le système étudié et les actions mécaniques ; tous les vecteurs force sont parallèles à Π et tous les vecteurs moment sont perpendiculaires à Π, on prend en général le plan (O, x, y ) pour Π.

La statique graphique permet de s’affranchir de nombreuses lignes de calcul et de mieux visualiser et appréhender le dispositif étudié. La qualité des résultats numériques dépend de la précision du tracé et des mesures. Cependant, en choisissant une échelle de représentation des forces adaptée (voir plus loin), on peut avoir des résultats exploitables si la précision requise n'est pas trop importante (ce qui est fréquent dans l'industrie, où les pièces sont en général sur-dimensionnées par des coefficients de sécurité)
Dans la pratique, elle est surtout utilisée pour l'enseignement de la mécanique aux élèves ayant peu d'affinité avec les mathématiques nécessaires pour la résolution analytique (par exemple en France dans l'enseignement technique). Elle est également enseignée en classe préparatoire aux grandes écoles car dans certaines situations où la précision requise est assez faible, elle est un moyen préférable aux méthodes analytiques, mettant en œuvre des calculs assez lourds et potentiellement sources d'erreurs.

## Principe
Le principe de la statique graphique est de représenter le système étudié à l'échelle, puisque les points d'application des forces vont déterminer les moments. Il faut également choisir une échelle de représentation des forces, par exemple 1 cm pour 100 daN. On dessine les vecteurs représentant les forces connues sur le dessin.
On utilise également un tableau récapitulatif des forces : pour chaque force, on indique le point d'application, sa direction (droite portant la force, ou bien angle par rapport à une référence), son sens (sous la forme d'une flèche) et son intensité.
À côté du dessin (en général à droite ou en dessous), on place les vecteurs les uns à la suite des autres (le pied d'un vecteur étant à la pointe du précédent), pour former un polygone, appelé polygone des forces ou dynamique. Les forces inconnues sont celles qui vont fermer le polygone.
S'il n'y a qu'une seule force inconnue, alors c'est simplement le côté manquant du dynamique. Si l'on a plusieurs forces inconnues, la première chose est d'essayer de déterminer les directions des forces manquantes, en caractérisant les actions mécaniques (notamment avec la notion de liaison mécanique parfaite). Puis, il faut alors associer d'autres méthodes graphiques, comme la méthode des trois forces concourantes, la méthode de Culmannou la méthode du dynamique et du funiculaire ; on peut aussi avoir recours à des « ruses » comme déterminer la résultante de plusieurs forces connues pour diminuer le nombre de forces, ou au contraire rajouter deux forces s'annulant pour changer la direction de forces parallèles.

## Forces d'adhérence et de frottement
Pour résoudre graphiquement les problèmes d'adhérence et de frottement, on utilise le cône d'adhérence ou le cône de frottement.

## Histoire
Communément liée au nom de l'ingénieur allemand Karl Culmann (1821-1881). Ce sont les ingénieurs suisses et allemands, épaulés par des mathématiciens italiens, qui vont cultiver pour l’essentiel cette méthode de calcul graphique. Les scientifiques et les ingénieurs français manqueront l'occasion de devenir les véritables créateurs de cette méthode de calcul graphique. Développé essentiellement à l'extérieur de la France, la statique graphique qui apparaitra comme un produit d'importation, sera diffusée en France au cours du dernier tiers du XIXe siècle avec un fort retard par rapport à d'autres pays.
Philippe de La Hire (1640-1718) développe dans son Traité de mécanique (: où l'on explique tout ce qui est nécessaire dans la pratique des arts, et les propriétés des corps pesants lesquelles ont un plus grand usage dans la physique) de 1695, une construction graphique qui peut être rétrospectivement décrite comme une application directe de la notion de polygone funiculaire. Dans la Nouvelle mécanique de Pierre Varignon (1654-1722), publiée à titre posthume en 1725, le polygone funiculaire est le nom d’un objet matériel (Le polygone funiculaire prend l'expression réelle d'une corde qui est tirée par des poids) qui reçoit ses premiers traitements graphiques. Il est suivi dans ce sens par son disciple Charles Étienne Louis Camus (1699-1768) qui dans son Cours de mathématique (1749-1752) donne le traitement le plus complet au funiculaire. Jean-Victor Poncelet (1788-1867) réinvente à deux reprises les constructions graphiques de Camus, sans se référer à son prédécesseur, et les applique à l’étude des ponts suspendus, ouvrages d’art qui se développent en France à partir des années 1820. Les constructions graphiques de Poncelet seront reprise par Charles Bossut (1730-1814), dans son Traité élémentaire de mécanique statique (1772), par Gaspard Monge dans son  Traité élémentaire de statique, à l'usage des écoles de la Marine (1810)
Les noms de Louis Poinsot (1777-1859), Gaspard-Gustave Coriolis (1792-1843), Jacques Philippe Marie Binet (1786-1856), Charles Dupin (1784-1873), Henri Navier (1785-1836), Gaspard de Prony (1755-1839), Jean-Victor Poncelet, Augustin Louis Cauchy (1789-1857), Gabriel Lamé (1795-1870) sont de manière plus générale attachés à toute science tenant à la fois de la géométrie et de la mécanique. On peut considérer les figures réciproques de Maxwell comme une conséquence en quelque sorte immédiate d'un théorème établi par Michel Chasles en 1829. 
La première pensée de la statique graphique serait celle d'un certain Taylor, simple mécanicien de la maison du constructeur anglais J.B Cochrane. Ce sont les travaux de William Rankine (1820-1870) et surtout ceux de James Clerk Maxwell (1831-1879) sur la théorie des figures réciproques (On reciprocal figures, frames and diagrams of forces - 1870) qui ont donné aux procédés de Taylor le caractère d'une méthode précise et sûre. Karl Culmann par son enseignement de l'École Polytechnique de Zurich et par un Ouvrage considérable, Die Graphische Statik publié en 1866 a beaucoup apporté à la discipline; Culmann fait un emploi systématique du polygone des forces et du polygone des pressions ou polygone funiculaire relatif à un pôle donné (Kräfte Polygon und Seilpoligen oder Drucklinie). En 1869, Fleeming Jenkin adresse à la Royal Society of Edinburgh un mémoire où il fait des applications nombreuses de la théorie des figures réciproques. Comparée à la méthode algébrique, dit-il, la méthode graphique est frappante de simplicité et ne donne pas lieu comme la première à des erreurs résultant de pièces similaires les unes tendues les autres pressées dont les forces élastiques sont à calculer et aux notations encombrantes et confuses que ces calculs nécessitent. En 1870, Luigi Cremona publie un opuscule, Le figure reciproche nella statica graphica où il présente la théorie des figures réciproques à un point de vue nouveau et élégant en regardant ces figures comme projections des polyèdres réciproques que l'on déduit de la théorie de Möbius sur la composition des forces dans l'espace.
En France, Maurice Lévy, publie en 1874 un ouvrage plus complet et plus systématique, en trois volumes, la statique graphique et ses applications aux constructions.
La statique graphique est en 1875 enseignée partout dans les Écoles professionnelles comme dans les Instituts techniques supérieurs même en Allemagne où elle n'a pénétré que vers 1870. On site les ouvrages de Johann Karl Ott (1846–1917), Johann Bauschinger (1834-1893), Elemente der graphischen Statik 1872, etc.